# Izoterma Langmuira

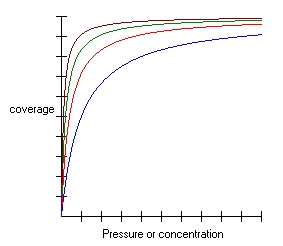
Izotermy Langmuira

Izoterma Langmuira to podstawowa izoterma adsorpcji wprowadzona w 1916 r. przez Irvinga Langmuira, laureata nagrody Nobla w 1932 r.
Ta teoria kinetyczna zakłada, że adsorbat może tworzyć na powierzchni adsorbentu tzw. monowarstwę cząsteczek oddziałujących z miejscami adsorpcyjnymi (oddziaływanie „pionowe”), a nieoddziałującymi (albo słabo oddziałującymi) ze sobą (oddziaływania „poziome”). Cząsteczki adsorbatu obecne w fazie gazowej uderzają w powierzchnię – prawdopodobieństwo zaadsorbowania rośnie wraz z dostępną wolną powierzchnią. Zaadsorbowane cząsteczki charakteryzuje pewne prawdopodobieństwo desorpcji (proces przeciwny do adsorpcji). Oba prawdopodobieństwa zależą od temperatury i wielkości energii adsorpcji. Wraz z ciśnieniem rośnie częstość uderzeń cząsteczek w powierzchnię, a wraz z ilością zaadsorbowanych cząsteczek maleje dostępna powierzchnia.
W założeniach równania jest: brak możliwości tworzenia wielowarstwy, stałość energii adsorpcji (powierzchnia energetycznie jednorodna, czyli homogeniczna), zaniedbywalność oddziaływań bocznych.
równanie izotermy Langmuira{\displaystyle a=a_{m}{\frac {Kp}{1+Kp}},}
gdzie: {\displaystyle a} – adsorpcja rzeczywista, {\displaystyle a_{m}} – wielkość adsorpcji odpowiadająca zapełnieniu monowarstwy, {\displaystyle K} – stała równowagi adsorpcji, {\displaystyle p} – ciśnienie adsorbatu,
stała równowagi adsorpcji{\displaystyle K=K_{o}\exp \left({\frac {E}{RT}}\right)=\exp \left({\frac {\Delta S}{R}}\right)\exp \left({\frac {E}{RT}}\right),}
gdzie {\displaystyle K_{o}} to tzw. czynnik przedeksponencjalny albo czynnik entropowy, {\displaystyle \Delta S} – entropia adsorpcji, {\displaystyle E} – energia adsorpcji (ciepło adsorpcji) – w konwencji: dodatnia wartość oznacza wydzielenie się energii, w termodynamice przyjęte jest zwykle odwrotnie.
W badaniach nad adsorpcją często używa się pojęcia względnego pokrycie powierzchni oznaczanego {\displaystyle \theta } które ma prosty sens geometryczny dla adsorpcji monowarstwowej:
względne pokrycie powierzchni{\displaystyle \theta ={\frac {a}{a_{m}}}.}
Ta sama definicja pokrycia powierzchni stosowana jest jednak również w innych przypadkach niż adsorpcja monowarstwowa i nazywa się wówczas adsorpcją względną.
Dla niskich ciśnień równanie Langmuira redukuje się do izotermy Henry’ego dla niskich ciśnień:
{\displaystyle a\approx a_{m}(Kp)=K_{H}p}  lub  {\displaystyle \theta \approx (Kp).}
Równanie izotermy Langmuira stanowi podstawę wyprowadzenia wielu innych równań izoterm, w tym izotermy BET oraz równań opisujących adsorpcję na powierzchniach energetycznie niejednorodnych (heterogenicznych).

## Inne postacie izotermy Langmuira
Jeżeli znamy wielkość pojemności monowarstwy (np. z innych badań), możemy używać innej postaci izotermy Langmuira:
{\displaystyle \theta ={\frac {Kp}{1+Kp}}}  lub  {\displaystyle p={\frac {1}{K}}\left({\frac {\theta }{1-\theta }}\right).}
Jeżeli znana jest wartość pojemności monowarstwy (np. z innych badań), liniowa forma logarytmiczna jest przydatna zwłaszcza do sprawdzania zgodności danych doświadczalnych z modelem oraz wyznaczania stałej równowagi K:
{\displaystyle \log \left({\frac {\theta }{1-\theta }}\right)=\log p+\log K.}
Inne postacie liniowe izotermy Langmuira są powszechnie stosowane do wyznaczania parametrów równania bezpośrednio z danych doświadczalnych:
- klasyczna postać liniowa {\displaystyle (p/a)=f(p),} podobna w swych właściwościach do liniowej zależności izotermy BET (jednak bez wielowarstwy), stosowana m.in. do wyznaczania powierzchni właściwej adsorbentów:

{\displaystyle \left({\frac {p}{a}}\right)={\frac {1}{a_{m}K}}(1+Kp)={\frac {1}{a_{m}K}}+{\frac {1}{a_{m}}}p,}
- postać liniowa (1/a) = f(1/p) o podobnych właściwościach jak poprzednia zależność:

{\displaystyle {\frac {1}{a}}={\frac {1}{a_{m}}}+{\frac {1}{a_{m}K}}\left({\frac {1}{p}}\right),}
- postać liniowa a = f(a/p), pozwalająca łatwo dostrzec wszelkie odchylenia systematyczne od modelu teoretycznego (ale dość wrażliwa na rozrzut eksperymentalny):

{\displaystyle a=a_{m}-{\frac {1}{K}}\left({\frac {a}{p}}\right).}